# 唐津市立相知中学校
唐津市立相知中学校（からつしりつ おうちちゅうがっこう）は、佐賀県唐津市相知町にある公立の中学校。

## 概要
歴史
1947年（昭和22年）の学制改革により、戦前の青年学校普通科を改組した上で、新制中学校として創立。現校名となったのは2005年（平成17年）。2022年（令和4年）には創立80周年を迎えた。
校章
中央に「中」の文字を置いている。
校歌
1951年（昭和26年）に制定。

## 沿革
前史
- 1914年（大正3年）4月 - 相知尋常高等小学校に「相知実業補習学校」（女子部）が併設される。
- 1919年（大正8年）4月 - 男子部が付設される。
- 1926年（大正15年）7月 - 青年訓練所充当となる（「青年訓練所充当相知実業補習学校」）。
- 1931年（昭和6年）4月 - 平山公民学校[1][2]と田頭公民学校[3]、私立和田山青年訓練所[4]を統合し、それぞれ分教場とする。
- 1932年（昭和7年）
  - 3月 - 相知尋常高等小学校と私立和田山尋常高等小学校の高等科を統合の上、「相知村高等公民学校[1]」となる[5]。
  - 7月 - 新校舎が完成し移転を完了。小学校との併設を改称し、独立。
- 1935年（昭和10年）6月1日 - 青年学校令の施行により、「相知村高等実業青年学校」に改称。
- 1938年（昭和13年）4月 - 女子部を4年制とする。
- 1942年（昭和17年）4月 - 女子部を「相知高等実践女学校」に改組。

本史
- 1947年（昭和22年）5月3日 - 青年学校・高等実践女学校の普通科が改組され、新制中学校「相知町立相知中学校」が創立。14学級編成（1年6学級、2年4学級、3年4学級)
- 1948年（昭和23年）
  - 8月5日 - 新校舎落成する
  - 10月1日 - 久里村の一部が相知町に編入したため、久里中学校から伊岐佐・大野・黒岩地区の生徒が転入。
- 1949年（昭和24年）4月30日 - 育友会設立準備委員会を開催する。
- 1951年（昭和26年）
  - 2月9日 - 青少年赤十字結団式
  - 9月13日 - バックネット完成、相知中学校校歌発表会が開催される。
- 1952年（昭和27年）
  - 1月27日 - 男子の制帽に白線を二本つける
  - 6月19日 - 「産業教育」の研究指定を受ける
- 1953年（昭和28年）
  - 1月14日 - 図書館が落成する
  - 6月28日 - 大雨洪水のために3日間臨時休校となる。
- 1954年（昭和29年）
  - 6月7日 - 新校舎落成
  - 12月7日 - 「産業教育」研究発表会
- 1955年（昭和30年）
  - 1月20日 - 学校図書館、県教委及び西日本新聞社より表彰される。
  - 3月18日 - 卒業記念品として校旗の寄贈を受ける。
- 1957年（昭和32年）9月24日 - 給食室竣工、完全給食開始される。
- 1958年（昭和33年）
  - 3月6日 - 創立10周年記念式典挙行、新校舎及び工作室が完成。
  - 11月13日 - 学校図書館表彰を受ける。
- 1959年（昭和34年）7月29日 - 文部省・県教委より「産業教育」研究の指定を受ける
- 1960年（昭和35年）
  - 11月3日 - 相知中育友会、県教委より表彰される。
  - 11月4日 - 産業教育研究発表会を開催する。
- 1961年（昭和36年）
  - 9月20日 - 東特別教室棟校舎落成する。
  - 9月26日 - 学校給食、文部大臣表彰を受ける。
- 1963年（昭和38年）11月8日 - 九州地区図書館大会で研究発表を行う。
- 1965年（昭和40年）11月12日 - 県教委指定「数学」研究発表会を開催する。
- 1967年（昭和42年）4月1日 - 「特殊教育」研究指定を受ける。
- 1968年（昭和43年）5月30日 - 自動電話開通、就職生と記念通話を行う。
- 1969年（昭和44年）
  - 11月12日 - 佐賀県第6回道徳研究大会を開催する。
  - 12月12日 - 佐賀県特殊教育推進研究大会を開催する。
- 1970年（昭和45年）
  - 4月1日 - 「教育機器活用」の県教委研究指定を受ける。
  - 12月14日 - 旧体育館落成する
- 1971年（昭和46年）12月1日 - 「教育機器活用」の研究発表会を行う
- 1972年（昭和47年）
  - 1月16日 - 管理棟火災により全焼する
  - 3月13日 - 田浦清雄校長より校旗の寄贈を受ける
  - 9月1日 - 同和教育推進教員が2名配置される。
  - 12月1日 - 自転車通学生にヘルメットが貸与される。
- 1974年（昭和49年）2月25日 - 新管理棟校舎が落成する。
- 1975年（昭和50年）
  - 8月28日 - 中庭に庭球場完成する。
  - 9月13日 - 新プール（ステンレス製）が運動場西側に完成する。
- 1976年（昭和51年）11月22日 - 旧プール跡地に柔剣道場落成する。
- 1978年（昭和53年）
  - 3月31日 - 町内小中学校の給食施設町給食センターに統合する。
  - 10月15日 - 技術科室が改築される。
- 1981年（昭和56年）3月 - 1年生教室棟の修理を行う。
- 1982年（昭和57年）11月16日 - 図書館教育研究大会を開催する。
- 1984年（昭和59年）3月31日 - 運動場照明灯設備が完工する。
- 1985年（昭和60年）8月26日 - 体育館軒先を全面改築する。
- 1987年（昭和62年）11月11日 - 体育館緞帳を付け替える。
- 1988年（昭和63年）
  - 3月25日 - 北側新校舎が落成する。
  - 4月21日 - 県統計協会より統計教育の研究委嘱を受ける。
- 1990年（平成2年）
  - 11月9日 - 全国統計教育研究大会で発表
  - 11月30日 - 佐賀県造詣教育研究大会を開催する。
- 1991年（平成3年）7月8日 - 図書室にエアコンを設置。
- 1992年（平成4年）
  - 2月29日 - 体育館の床の全面張り替えを行う。
  - 4月1日 - 文部省と県より学力向上（英語）の研究指定を受ける。
  - 9月30日 - パソコン教室を設置
- 1994年（平成6年）11月18日 - 学力向上推進モデル校（英語）の研究発表を行う。
- 1996年（平成8年）7月1日 - スクールカウンセラーが配置される。
- 1997年（平成9年）
  - 2月1日 - グラウンド改修工事を行う。
  - 5月2日 - 開校50周年記念式典を行う。
- 1998年（平成10年）
  - 4月1日 - 文部省教育総合推進地域協力指定校となる。
  - 11月1日 - 学校園「友情の広場」完成する。
- 1999年（平成11年）
  - 3月20日 - 新体育館が完成。
  - 11月11日 - 文部省、県指定「人権教育」研究発表を行う。
- 2002年（平成14年）
  - 4月1日 - 新指導要領実施にともない、完全週五日制実施される。
  - 9月 - 2年生の「総合的な学習」職場体験学習を3日間に拡大。
- 2004年（平成16年）4月5日 - スロープ等の改修工事を行う。
- 2005年（平成17年）1月1日 - 市町合併で「唐津市立相知中学校」（現校名）となる。
- 2006年（平成18年）8月31日 - ソフトボール用バックネット裏にベンチを設置。
- 2010年（平成22年）
  - 4月22日 - 県より相知地区小学校2校(相知小・伊岐佐小）と共に学力向上研究指定を受ける。
  - 6月11日 - プールの全面塗装改修工事が完了。
- 2013年（平成25年）8月28日 - 生徒玄関前を追加舗装し、前面アスファルト舗装にする。
- 2016年（平成28年）
  - 1月 - 校舎大規模改修工事が開始。運動場に設置した仮設校舎へ移転。
  - 8月31日 - 校舎大規模改修工事が完了。
  - 9月1日 - 新校舎が完成。
- 2017年（平成29年）3月31日 - 校舎周りの外構工事が完了。グラウンド整備工事が完了。

## 部活動
- 野球部
- ソフトテニス部
- バスケ部
- バレー部（女子のみ）
- 剣道部
- 卓球部
- 吹奏楽部

## 通学区域
- 唐津市相知町全域[6]

## 進学前小学校
- 唐津市立相知小学校
- 唐津市立伊岐佐小学校

## 交通
最寄りの鉄道駅
- JR九州 唐津線 「相知駅」

最寄りのバス停留所
- 昭和バス 「相知市民センター前」停留所

最寄りの幹線道路
- 国道203号
- 佐賀県道259号平山相知線

## 校区内の施設及び観光地
- 蕨野の棚田
- 見帰りの滝
- 佐里温泉
- 村田英雄記念館（2025年3月16日で閉館[7]）

## 周辺
- 唐津市役所 相知市民センター（旧・相知支所、旧・相知町役場）
- 相知浦の川スポーツセンター
- 唐津市相知図書館
- 唐津市社会福祉協議会相知支所
- 唐津警察署相知警察官駐在所
- 唐津信用金庫相知支店
- 唐津市立相知小学校
- 唐津市相知庭球場
- 熊野神社
- 妙音寺
- エレナ相知店
- 厳木川

## 参考資料
- 「相知町史 下巻」（相知町史編さん委員会, 1977年（昭和52年）3月発行）p.384～